# Aomori

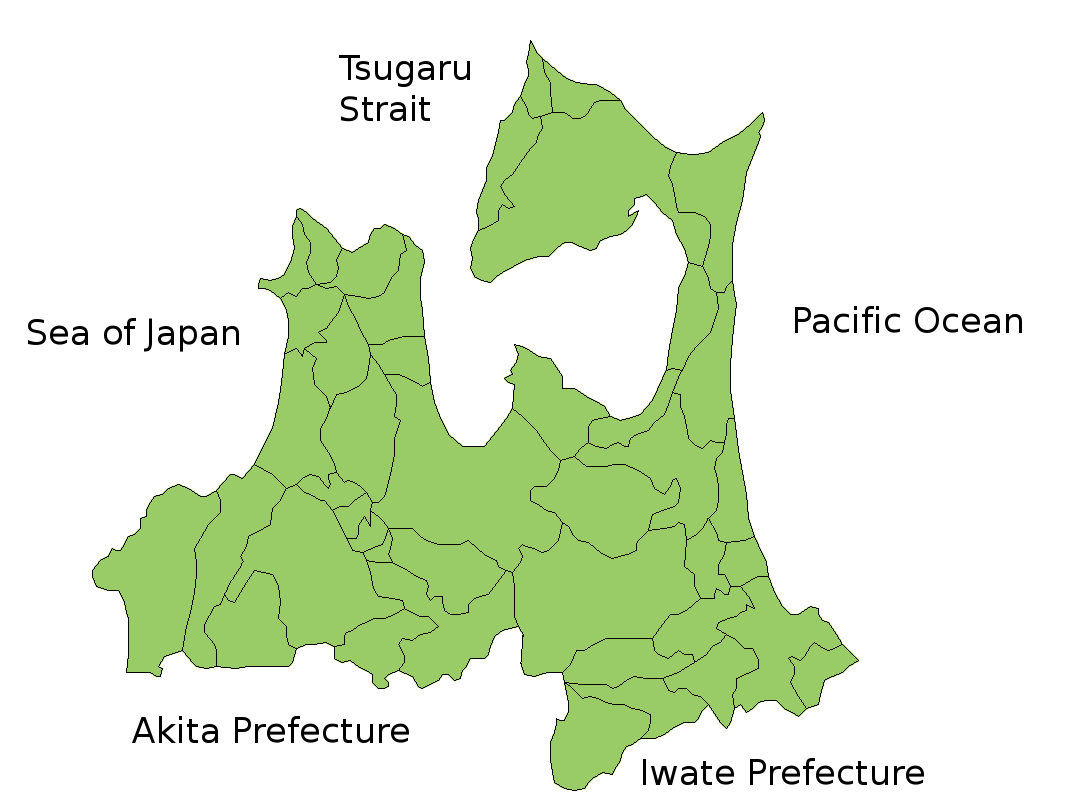
Mapa da prefeitura de Aomori.

Aomori (青森県, Aomori-ken) é uma prefeitura do Japão, localizada no extremo norte da ilha de Honshu, parte da região Tohoku. Sua capital é a cidade de Aomori.

## História
Até a Restauração Meiji, a região da prefeitura de Aomori era conhecida como província de Mutsu.
A prefeitura surgiu em 1871. A cidade de Aomori foi fundada em 1889. A cidade foi incorporada como cidade em 1898 com uma população de 28 000 habitantes. Em 3 de maio de 1910, um incêndio atingiu o distrito de Yasukata. Devido a fortes ventos, o fogo rapidamente devastou toda a cidade. Esse desastre causou 26 mortes e deixou mais de 160 feridos. Destruiu 5 246 casas e queimou 19 galpões de armazenamento e 157 depósitos. Às 10h30 horas, em 28 de julho de 1945, um esquadrão americano de bombardeiros B-29 devastou 90% da cidade.
A Radio Aomori (RAB) fez sua primeira transmissão em 1951. Quatro anos depois, os primeiros leilões de peixe foram realizados. Em 1958, o Mercado Municipal Peixeiro e o Hospital do Cidadão foram inaugurados.  No mesmo ano, a Linha Tsugaru estabeleceu uma conexão ferroviária com a Vila de Minmaya na ponta da península.
Várias cidades e vilas na periferia foram incorporadas à cidade e, com a absorção da vila de Nonai, em 1962, Aomori tornou-se a maior cidade da prefeitura.
Em março de 1985, depois de 23 anos de trabalho e investimentos da ordem de 700 bilhões de ienes, o Túnel Seikan finalmente passou a ligar as ilhas de Honshu e Hokkaido, tornando-se o maior túnel desse tipo no mundo. Três anos depois, em 13 de março, uma ferrovia foi inaugurada na linha Tsugaru Kaikyo.
Nesse mesmo dia, foi encerrado o serviço de ferry Seikan.  Durante os 80 anos em que funcionou, os ferries da linha Seikan embarcaram entre Aomori e Hakodate cerca de 720 mil vezes, carregando 160 milhões de passageiros.
Em abril de 1993 o Colégio Público de Aomori foi inaugurado. Em agosto de 1994 a cidade de Aomori assinou um "Pacto de Intercâmbio de Educação e Cultura" com a cidade de Kecskemét, na Hungria.  Um ano depois, um tratado parecido foi assinado com Pyongtaek, na Coreia do Sul, e atividades de intercâmbio cultural começaram com a troca de pinturas em madeira e quadros.
Em abril de 1995 o Aeroporto de Aomori começou a oferecer um service regular de transporte aéreo internacional para Seul e Khabarovsk, na Rússia.
Em junho de 2007 quatro desertores norte-coreanos chegaram à prefeitura de Aomori, depois de viajarem por mar por seis dias. Foi o segundo caso conhecido de desertores que conseguiram chegar ao Japão de barco com sucesso.

## Economia
Assim como a maior parte da região de Tohoku, Aomori é dominada pelas indústrias tradicionais como a agropecuária, madeireira e pesqueira.
A prefeitura de Aomori produz aproximadamente metade das maçãs consumidas no Japão. Além do destaque na agricultura, são produzidos em Aomori uma série de produtos marinhos como frutos do mar e peixes.

## Geografia

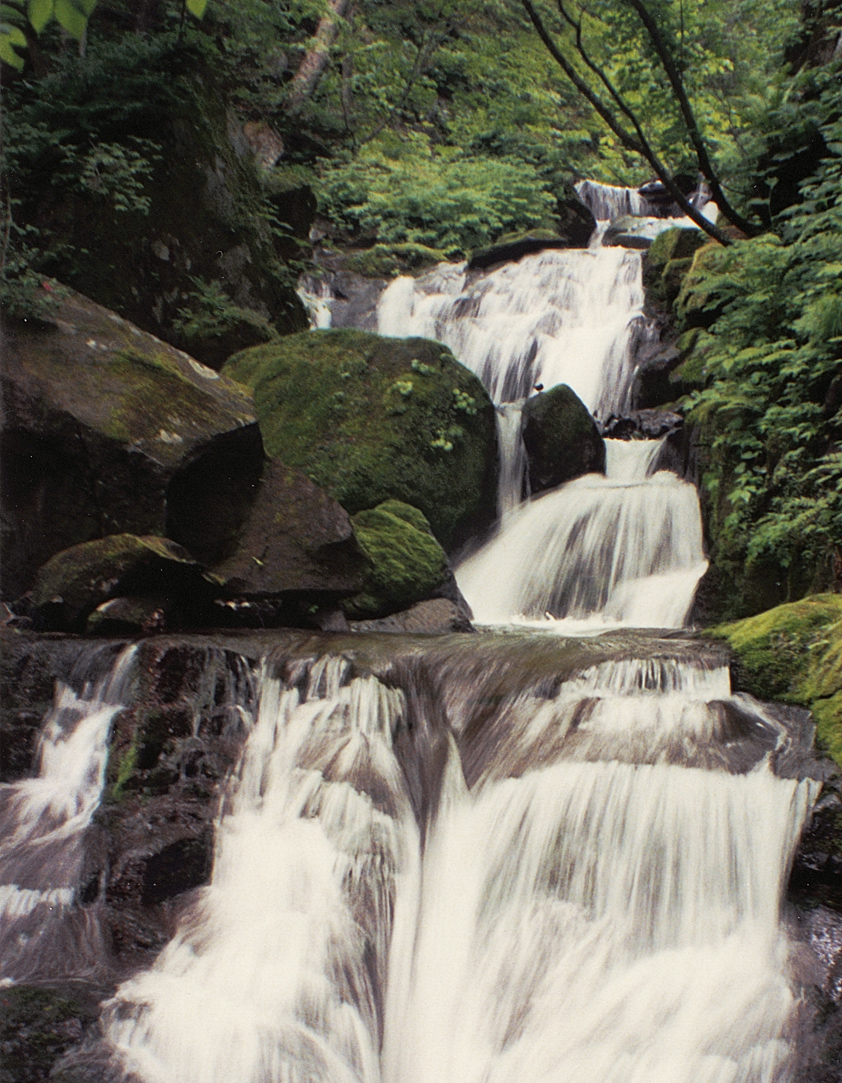
Cachoeira de Oirase.

Está separada de Hokkaido apenas pelo Estreito de Tsugaru. Faz fronteira com a prefeitura de Akita e de Iwate ao sul. A localidade de Oma, situada na península em forma de machado da Shimokita, é o ponto mais setentrional de Honshu. As penínsulas de Shimokita e Tsugaru encontram-se na Baía de Mutsu. Entre essas penínsulas, encontra-se a Península de Natsudomari, o ponto mais ao norte das Montanhas de Ou.
O Lago Towada, um lago em uma cratera, atravessa a fronteira entre Akita e Aomori.

### Bases Militares
A Base Aérea de Misawa, na prefeitura de Aomori, é a única base compartilhada com os Estados Unidos instalada no Pacífico Oeste que serve o exército americano e as Forças Aéreas Americanas, bem como as Forças de Defesa Japonesas.

## Demografia
Muitos jovens deixam Aomori para migrar para cidades como Tóquio ou Sendai, à procura de emprego, diversão e marido. Aomori teve o seu recorde de população em 1983.

### Cidades
Em negrito, a capital da prefeitura.
| - Aomori - Goshogawara - Hachinohe - Hirakawa - Hirosaki | - Kuroishi - Misawa - Mutsu - Towada - Tsugaru |

### Distritos

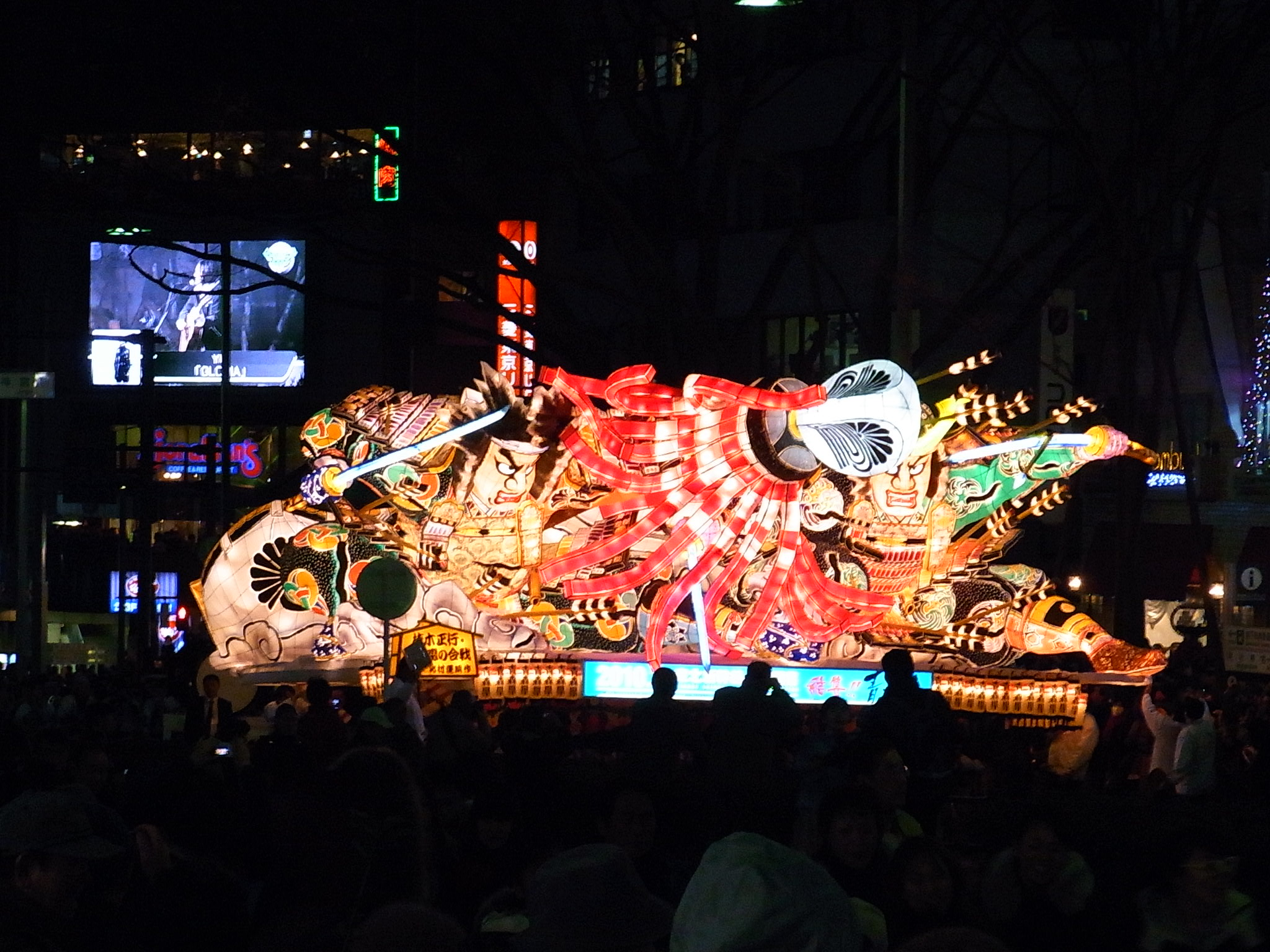
Aomori Nebuta Festival

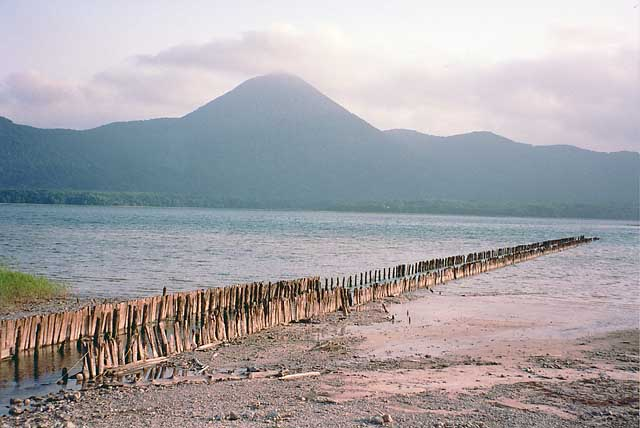
Lago Osorezan

| - Distrito de Higashitsugaru - Distrito de Kamikita - Distrito de Kitatsugaru - Distrito de Minamitsugaru | - Distrito de Nakatsugaru - Distrito de Nishitsugaru - Distrito de Sannohe - Distrito de Shimokita |

## Cultura
Aomori é conhecida por sua tradição no Tsugaru-hamisen, um estilo de tocar o shamisen.

### Dialetos
Os dois dialetos mais usados na prefeitura são o dialeto Tsugaru (津軽弁, Tsugaru-ben) e dialeto Nambu (津軽弁, Nambu-ben). O primeiro é predominante na região da cidade de Hirosaki, e o segundo é mais usado na região da cidade de Hachinohe. Também existe o dialeto Shimokita (下北弁, Shimokita-ben), que era usado em um antigo dicionário russo-japonês feito por um nipo-russo cujo pai veio da península de Shimokita.

## Turismo

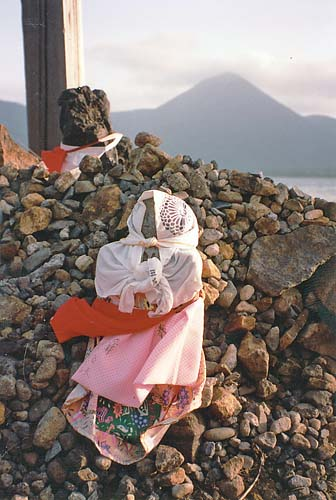
Imagem de criança em Osorezan, Aomori

Aomori é especialmente famosa por seus pomares de maçãs.
O Lago Towada está sobre uma cratera na fronteira entre Akita e Aomori. Ele deságua no Rio Oirase; no verão é refrescante e no outono as folhas das árvores ao seu redor formam uma bela paisagem.
O Monte Osore, a Montanha do Medo, fica perto de Mutsu, na Península de Shimokita.
As Montanhas de Hakkoda, em Aomori, são um bom ponto para caminhadas na estações mais quentes. Entretanto, no inverno de 1902, 199 de 210 soldados morreram durante uma manobra militar na região, sobre neve pesada.

## Símbolos da prefeitura
O emblema de Aomori é um mapa estilizado da prefeitura, ostentando a coroa de Honshu: as penínsulas de Tsugaru, Natsudomari e Shimokita.

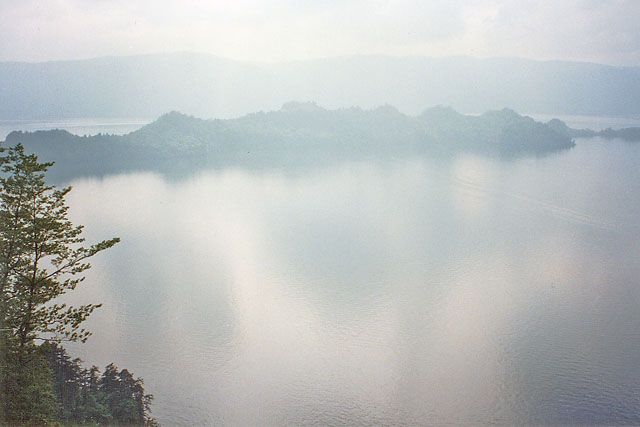
Lago Towada